# Ніжинський народний театр
Ні́жинський наро́дний теа́тр — народний напівпрофесійний театр, створений Марією Заньковецькою у рідному для неї Ніжині (зараз Чернігівська область), що діяв у 1918—22 роки.

## Історія і творчий склад
Ніжинський народний театр був створений 1918 року за допомогою М. К. Заньковецької. Він поділявся на дві трупи: російську (керівники П. Є. Петров і М. Є. Мізін) та українську (керівник Ф. Д. Проценко).
До Ніжина з Полтави запросили акторів Б. В. Романицького (став першим режисером, згодом — народний артист СРСР), О. П. Ратмирову, В. О. Сосницьку, Т. Ф. Садовську-Тимківську. Разом з місцевими акторами, хором, оркестром вони складали «Українську трупу під орудою М. К. Заньковецької», яка брала участь у виставах. З аматорів провідні ролі виконували Ф. Д. Проценко, Д. Я. Грудина-Коваль.
Трупа переважно виступала в Миколаївському (тепер Шевченківському) саду в Ніжинському літньому театрі, а також обслуговувала військові частини Червоної Армії, сільські місцевості і промислові підприємства.
У 1922 році на базі трупи Ніжинського народного театру було створено Ніжинську державну драматичну студію ім. М. К. Заньковецької.

## Репертуар
У репертуарі Ніжинського народного театру:
- «Запорожець за Дунаєм» С. Гулака-Артемовського;
- «Наталка Полтавка» І. Котляревського;
- «Чорноморці» М. Лисенка;
- «Вечорниці» П. Ніщинського;
- «Суєта» І. Карпенка-Карого;
- а також п'єси М. Старицького та М. Кропивницького.

## Джерело
- Ніжинський народний театр // Чернігівщина:Енциклопедичний довідник (за ред. А. В. Кудрицького), К.: УРЕ, 1990, стор. 521